# XIII обикновено народно събрание
Тринадесетото обикновено народно събрание (XIII ОНС) е народно събрание на Княжество България, заседавало между 2 ноември 1903 и 22 декември 1907, брой народни представители – 189. XIII ОНС е разпуснато на 18 април 1908, след като управляващата Народнолиберална партия изпада в криза между 1906 и 1908 година. Вследствие на това са обявени предсрочни парламентарни избори.

## Избори
Изборите за XIII ОНС са насрочени с указ на княз Фердинанд I от 24 август 1903 г. Провеждат се на 19 октомври същата година и са спечелени от Народната партия. Избирателната активност е 41,2%.

## Място
Заседанието се провежда в сградата на Народното събрание в София.

## Сесии
- I редовна (2 ноември 1903 – 25 януари 1904)
- II редовна (15 октомври 1904 – 31 януари 1905)
- III редовна (15 октомври 1905 – 26 януари 1906)
- IV редовна (15 октомври 1906 – 31 януари 1907)
- I извънредна (16 февруари – 14 март 1907)
- V редовна (15 октомври – 22 декември 1907)

## Председатели
- д-р Петър Стайков (2 ноември 1903 – 30 януари 1904)
- д-р Тодор Гатев (20 октомври 1904 – 15 октомври 1905)
- д-р Петър Гудев (17 октомври 1905 – 2 март 1907)
- Добри Петков (5 март 1907 – 18 април 1908)

### Подпредседатели
- д-р Тодор Гатев
- Добри Петков
- д-р Петър Гудев
- Иван Халачев
- д-р Иван Момчилов
- Величко Кознички